# Stockholm Open 2000 - Qualificazioni singolare
Le qualificazioni del singolare  dello  Stockholm Open 2000 sono state un torneo di tennis preliminare per accedere alla fase finale della manifestazione. I vincitori dell'ultimo turno sono entrati di diritto nel tabellone principale. In caso di ritiro di uno o più giocatori aventi diritto a questi sono subentrati i lucky loser, ossia i giocatori che hanno perso nell'ultimo turno ma che avevano una classifica più alta rispetto agli altri partecipanti che avevano comunque perso nel turno finale.
Le qualificazioni del torneo Stockholm Open 2000 prevedevano 32 partecipanti di cui 4 sono entrati nel tabellone principale.

## Teste di serie
1. Lars Burgsmüller (primo turno)
2. John van Lottum (primo turno)
3. Fredrik Jonsson (Qualificato)
4. Vasilīs Mazarakīs (secondo turno)

1. Melle Van Gemerden (secondo turno)
2. Henrik Andersson (primo turno)
3. Jarkko Nieminen (ultimo turno)
4. Mark Knowles (ultimo turno)

## Qualificati
1. Leoš Friedl
2. Marcus Sarstrand

1. Fredrik Jonsson
2. Johan Örtegren

## Tabellone

### Legenda
| - Q = Qualificato - WC = Wild card - LL = Lucky loser | - ALT = Alternate - SE = Special Exempt - PR = Protected Ranking | - w/o = Walkover - r = Ritirato - d = Squalificato |

### Sezione 1
|  | Primo turno | Primo turno      | Primo turno      | Primo turno | Primo turno |  |  | Secondo turno | Secondo turno   | Secondo turno | Secondo turno | Secondo turno |   |   | Ultimo turno | Ultimo turno | Ultimo turno | Ultimo turno | Ultimo turno |  |
|  |             |                  |                  |             |             |  |  |               |                 |               |               |               |   |   |              |              |              |              |              |  |
|  |             | Leoš Friedl      | 1                | 6           | 6           |  |  |               |                 |               |               |               |   |   |              |              |              |              |              |  |
|  | 1           | Lars Burgsmüller | 6                | 4           | 4           |  |  |               | Leoš Friedl     | 6             | 4             | 7             |   |   |              |              |              |              |              |  |
|  |             | Scott Humphries  | Scott Humphries  | 7           | 6           |  |  |               | Scott Humphries | 3             | 6             | 5             |   |   |              |              |              |              |              |  |
|  |             | Nicklas Timfjord | Nicklas Timfjord | 68          | 4           |  |  |               |                 |               |               |               |   |   |              | Leoš Friedl  | Leoš Friedl  | 6            | 6            |  |
|  |             | Johan Kareld     | Johan Kareld     | 6           | 7           |  |  |               |                 | 8             | Mark Knowles  | Mark Knowles  | 4 | 3 |              |              |              |              |              |  |
|  |             | Fredrik Loven    | Fredrik Loven    | 2           | 5           |  |  |               | Johan Kareld    | 6             | 3             | 5             |   |   |              |              |              |              |              |  |
|  | 8           | Mark Knowles     | Mark Knowles     | 6           | 6           |  |  | 8             | Mark Knowles    | 4             | 6             | 7             |   |   |              |              |              |              |              |  |
|  |             | Filip Prpic      | Filip Prpic      | 2           | 4           |  |  |               |                 |               |               |               |   |   |              |              |              |              |              |  |

### Sezione 2
|  | Primo turno | Primo turno           | Primo turno           | Primo turno | Primo turno |  |  | Secondo turno | Secondo turno        | Secondo turno        | Secondo turno   | Secondo turno   |    |   | Ultimo turno | Ultimo turno     | Ultimo turno     | Ultimo turno | Ultimo turno |  |
|  |             |                       |                       |             |             |  |  |               |                      |                      |                 |                 |    |   |              |                  |                  |              |              |  |
|  |             | Mattias Hellstrom     | Mattias Hellstrom     | 7           | 6           |  |  |               |                      |                      |                 |                 |    |   |              |                  |                  |              |              |  |
|  | 2           | John van Lottum       | John van Lottum       | 5           | 3           |  |  |               | Mattias Hellstrom    | Mattias Hellstrom    | 4               | 5               |    |   |              |                  |                  |              |              |  |
|  |             | Marcus Sarstrand      | Marcus Sarstrand      | 7           | 6           |  |  |               | Marcus Sarstrand     | Marcus Sarstrand     | 6               | 7               |    |   |              |                  |                  |              |              |  |
|  |             | Jacob Adaktusson      | Jacob Adaktusson      | 5           | 3           |  |  |               |                      |                      |                 |                 |    |   |              | Marcus Sarstrand | Marcus Sarstrand | 7            | 6            |  |
|  |             | Melvyn Op Der Heijde  | 6                     | 4           | 6           |  |  |               |                      | 7                    | Jarkko Nieminen | Jarkko Nieminen | 62 | 4 |              |                  |                  |              |              |  |
|  |             | Daniel Norberg        | 2                     | 6           | 4           |  |  |               | Melvyn Op Der Heijde | Melvyn Op Der Heijde | 4               | 3               |    |   |              |                  |                  |              |              |  |
|  | 7           | Jarkko Nieminen       | Jarkko Nieminen       | 6           | 6           |  |  | 7             | Jarkko Nieminen      | Jarkko Nieminen      | 6               | 6               |    |   |              |                  |                  |              |              |  |
|  |             | Matthis Kempe-Bergman | Matthis Kempe-Bergman | 2           | 0           |  |  |               |                      |                      |                 |                 |    |   |              |                  |                  |              |              |  |

### Sezione 3
|  | Primo turno | Primo turno         | Primo turno         | Primo turno | Primo turno |  |  | Secondo turno | Secondo turno   | Secondo turno | Secondo turno | Secondo turno |   |   | Ultimo turno | Ultimo turno    | Ultimo turno    | Ultimo turno | Ultimo turno |  |
|  |             |                     |                     |             |             |  |  |               |                 |               |               |               |   |   |              |                 |                 |              |              |  |
|  | 3           | Fredrik Jonsson     | Fredrik Jonsson     | 6           | 6           |  |  |               |                 |               |               |               |   |   |              |                 |                 |              |              |  |
|  |             | Martin Spottl       | Martin Spottl       | 2           | 3           |  |  | 3             | Fredrik Jonsson | 3             | 6             | 7             |   |   |              |                 |                 |              |              |  |
|  |             | Robin Söderling     | Robin Söderling     | 6           | 6           |  |  |               | Robin Söderling | 6             | 4             | 5             |   |   |              |                 |                 |              |              |  |
|  |             | Helge Koll-Frafjord | Helge Koll-Frafjord | 4           | 1           |  |  |               |                 |               |               |               |   |   | 3            | Fredrik Jonsson | Fredrik Jonsson | 6            | 6            |  |
|  |             | Peter Tramacchi     | 65                  | 6           | 6           |  |  |               |                 |               | Kalle Flygt   | Kalle Flygt   | 1 | 4 |              |                 |                 |              |              |  |
|  |             | Johan Berg          | 7                   | 4           | 3           |  |  |               | Peter Tramacchi | 6             | 2             | 5             |   |   |              |                 |                 |              |              |  |
|  |             | Kalle Flygt         | Kalle Flygt         | 7           | 6           |  |  |               | Kalle Flygt     | 4             | 6             | 7             |   |   |              |                 |                 |              |              |  |
|  | 6           | Henrik Andersson    | Henrik Andersson    | 65          | 1           |  |  |               |                 |               |               |               |   |   |              |                 |                 |              |              |  |

### Sezione 4
|  | Primo turno | Primo turno        | Primo turno        | Primo turno | Primo turno |  |  | Secondo turno | Secondo turno      | Secondo turno     | Secondo turno  | Secondo turno |   |   | Ultimo turno | Ultimo turno    | Ultimo turno | Ultimo turno | Ultimo turno |  |
|  |             |                    |                    |             |             |  |  |               |                    |                   |                |               |   |   |              |                 |              |              |              |  |
|  | 4           | Vasilīs Mazarakīs  | 4                  | 6           | 6           |  |  |               |                    |                   |                |               |   |   |              |                 |              |              |              |  |
|  |             | Robert Samuelsson  | 6                  | 1           | 2           |  |  | 4             | Vasilīs Mazarakīs  | Vasilīs Mazarakīs | 68             | 0             |   |   |              |                 |              |              |              |  |
|  |             | Bjorn Rehnquist    | Bjorn Rehnquist    | 6           | 6           |  |  |               | Bjorn Rehnquist    | Bjorn Rehnquist   | 7              | 6             |   |   |              |                 |              |              |              |  |
|  |             | Johan Landsberg    | Johan Landsberg    | 4           | 2           |  |  |               |                    |                   |                |               |   |   |              | Bjorn Rehnquist | 6            | 63           | 64           |  |
|  |             | Johan Örtegren     | 6                  | 3           | 6           |  |  |               |                    |                   | Johan Örtegren | 2             | 7 | 7 |              |                 |              |              |              |  |
|  |             | Krystian Pfeiffer  | 4                  | 6           | 4           |  |  |               | Johan Örtegren     | 6                 | 5              | 6             |   |   |              |                 |              |              |              |  |
|  | 5           | Melle Van Gemerden | Melle Van Gemerden | 6           | 6           |  |  | 5             | Melle Van Gemerden | 1                 | 7              | 2             |   |   |              |                 |              |              |              |  |
|  |             | Robert Lindstedt   | Robert Lindstedt   | 2           | 2           |  |  |               |                    |                   |                |               |   |   |              |                 |              |              |              |  |